# Puchar Anglii w piłce nożnej (1898/1899)
W sezonie 1898/99 odbyła się 28. edycja Pucharu Anglii. Zwycięzcą został Sheffield United, który pokonał w finale, na stadionie Crystal Palace w Londynie, Derby County 4:1. 

## Ćwierćfinały
| 25 lutego 1899 | Southampton | 1:3 | Derby County |  |
|                |             |     |              |  |

| 25 lutego 1899 | Stoke | 4:1 | Tottenham |  |
|                |       |     |           |  |

| 25 lutego 1899 | Nottingham Forest | 0:1 | Sheffield United |  |
|                |                   |     |                  |  |

| 25 lutego 1899 | West Bromwich | 0:2 | Liverpool |  |
|                |               |     |           |  |

## Półfinały
| 18 marca 1899 | Derby County Bloomer (3) | 3:1 | Stoke W. Maxwell | Molineux, Sheffield |
|               |                          |     |                  |                     |

| 18 marca 1899 | Sheffield United Hedley Needham | 2:2 | Liverpool Allan Morgan | City Ground, Nottingham |
|               |                                 |     |                        |                         |

### Powtórki
| 23 marca 1899 | Sheffield United Priest (2) Beer Bennett | 4:4 po dogr. | Liverpool Walker Allan Cox Boyle (bramka sam.) | Burnden Park, Bolton |
|               |                                          |              |                                                |                      |

| 27 marca 1899 | Sheffield United | 1:0 | Liverpool | Fallowfield, Manchester Mecz został przerwany w przerwie z powodu zapadających ciemności i nieodpowiedniego zachowania publiczności |
|               |                  |     |           | |

| 30 marca 1899 | Sheffield United Priest | 1:0 | Liverpool | Baseball Ground, Derby |
|               |                         |     |           |                        |

## Finał
Mecz finałowy odbył się w sobotę 15 kwietnia 1899 roku na stadionie Crystal Palace w Londynie.
| 15 kwietnia 1899 | Sheffield United · Bennett 60' 42' · Beer 65' · Almond 69' · Priest 89' | 4:1 | Derby County · Boag 12' | Crystal Palace, Londyn Widzów: 73 833 Sędzia: A. Scragg |
|                  |                                                                         |     |                         |                                                         |

|  |  |